# 丰特斯德卡尔瓦哈尔
丰特斯德卡尔瓦哈尔，是西班牙卡斯蒂利亚-莱昂莱昂省的一个市镇。总面积32平方公里，总人口128人（2001年），人口密度4人/平方公里。